# Josef Nordlund
Josef Nordlund, född 5 mars 1808 i Båraryds socken, Jönköpings län, död 3 januari 1885 i Maria Magdalena församling, var en svensk präst och politiker.

## Biografi
Nordlund blev 1846 hovpredikant och kyrkoherde i Maria Magdalena församling i Stockholms stad, och var ledamot i prästeståndet för huvudstadens prästerskap vid ståndsriksdagen 1865–1866. Han blev ledamot av Nordstjärneorden 1858.
Han var gift med Jeanette Maria Charlotta Berg (1829–1899).